# KD Avia
KD Avia (russisch КД авиа) war eine private russische Fluggesellschaft mit Sitz in Kaliningrad und Basis am von ihr betriebenen Flughafen Kaliningrad-Chrabrowo. Zum 14. September 2009 wurde der überschuldeten Fluggesellschaft ihre Betriebslizenz entzogen.

## Geschichte
Die Aktiengesellschaft ging 2002 aus dem Staatsunternehmen Kaliningrad Avia hervor. Im Juni 2005 erhielt sie ihren heutigen Namen. Der russische Staat hielt an dem Unternehmen eine Aktienmehrheit von 60 %, die restlichen Anteile hielten die eigenen Mitarbeiter.
Im Juni 2005 wurde die letzte russische Maschine stillgelegt, bis dahin bestand die Flotte aus bis zu zehn Tu-134 und zwei Tu-154.
2006 geriet die Gesellschaft in die Schlagzeilen wegen einer Überprüfung der russischen Staatsanwaltschaft bezüglich der Preispolitik und Flugsicherheit der Airline. 
KD Avia gab zur ILA 2008 bekannt, dass sie eine Absichtserklärung für 25 Airbus A319 unterzeichnet hat. Im selben Jahr geriet die Fluggesellschaft in finanzielle Schwierigkeiten. Ein Teil der Aktien ging in das Eigentum einer Petersburger Gläubigerbank über. Die weltweite Finanz- und Wirtschaftskrise in der zweiten Jahreshälfte 2008 hat die Probleme noch verschärft: Passagier- und Frachtaufkommen sind deutlich geschrumpft. 
Am 11. März 2009 stelle die Fluggesellschaft zum ersten Mal den Linienbetrieb ein. Mehrfach habe sich das Unternehmen wegen seiner finanziellen Probleme an die Behörden gewandt. „Aber faktisch haben wir keinerlei reale Unterstützung bekommen. Die Airline hat ihre Möglichkeiten, die operative Tätigkeit zu finanzieren ausgeschöpft“, so die Pressesprecherin Jelena Penkowa. Nach Angaben der russischen Website der Fluggesellschaft selbst lief der Flugbetrieb seit dem 13. März 2009 nach Bereitstellung von Hilfe durch die Regierung jedoch weiter. Das dauerhafte Überleben der Fluggesellschaft war trotz dieser Hilfe aufgrund der Überschuldung jedoch nicht gesichert.
Am 1. September 2009 stellte KD Avia erneut wegen Überschuldung den Ticketverkauf ein und die russische Luftfahrtbehörde entzog die Betriebslizenz zum 14. September 2009. Seit diesem Datum darf KD Avia keine kommerziellen Flüge mehr durchführen. Zuvor hatte KD Avia seit dem 4. September alle Flüge bis auf einzelne nach Moskau und Kiew eingestellt.
Es bestand die Absicht einer Neugründung, der Linienbetrieb sollte im Juni 2011 aufgenommen werden, was jedoch nicht geschehen ist. Derzeit ist man auf der Suche nach Aktionären, die das nötige Kapital zur Verfügung stellen. Kaliningrad soll in ähnlicher Weise, wie das bei KD Avia der Fall war, zum Drehkreuz zwischen Russland und den anderen europäischen Staaten werden. Geplant ist der Einsatz von Flugzeugen der Airbus-A320- oder Boeing-737-Familie.

## Ziele
Im Liniendienst verband KD Avia Kaliningrad mit Moskau und Sankt Petersburg. Im Dezember 2005 wurde der Liniendienst von Kaliningrad nach Berlin-Tegel aufgenommen. Seit dem 15. Juni 2007 wurden mehrfach wöchentlich, zu einigen der Ziele täglich, Direktflüge nach Amsterdam, Berlin, Hamburg, Hannover, Düsseldorf, Wien und München von Kaliningrad angeboten. Die Gesellschaft verfolgte dabei das Konzept, den Flughafen Kaliningrad in Chrabrowo zum Drehkreuz für Flugziele in Europa auf der einen Seite und Flugziele in den GUS-Staaten auf der anderen Seite zu machen. Für Flugreisende aus Westeuropa war das attraktiv, weil zu der Zeit zahlreiche russische Flugziele der KD Avia nur von wenigen europäischen Flughäfen aus im Linienverkehr direkt angeflogen wurden und das Umsteigen in Moskau oftmals sehr unbequem und aufwändig war.

## Flotte

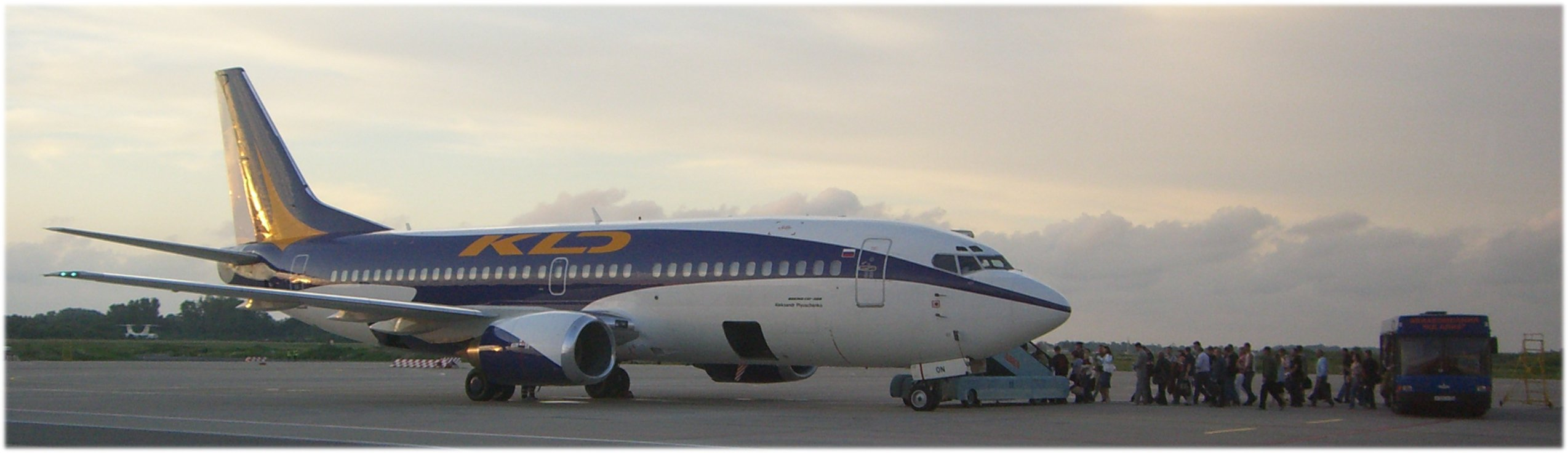
Eine Boeing 737-300 der KD Avia

(Stand: Oktober 2007, vor Einstellung des Flugbetriebs)
- 16 Boeing 737-300
- 02 Tupolew Tu-134A

Bestellungen
- 03 Boeing 737-300

## Zwischenfälle
Am Morgen des 2. Oktober 2008 ließen sich bei der aus Barcelona kommenden Boeing 737-300 mit dem Kennzeichen EI-DON die Hauptfahrwerke vor der Landung in Kaliningrad nicht mehr ausfahren. Der Besatzung gelang eine Bruchlandung, bei der nur wenige der 144 Passagiere leicht verletzt wurden. Das Flugzeug wurde irreparabel beschädigt.